# Поліція Маямі

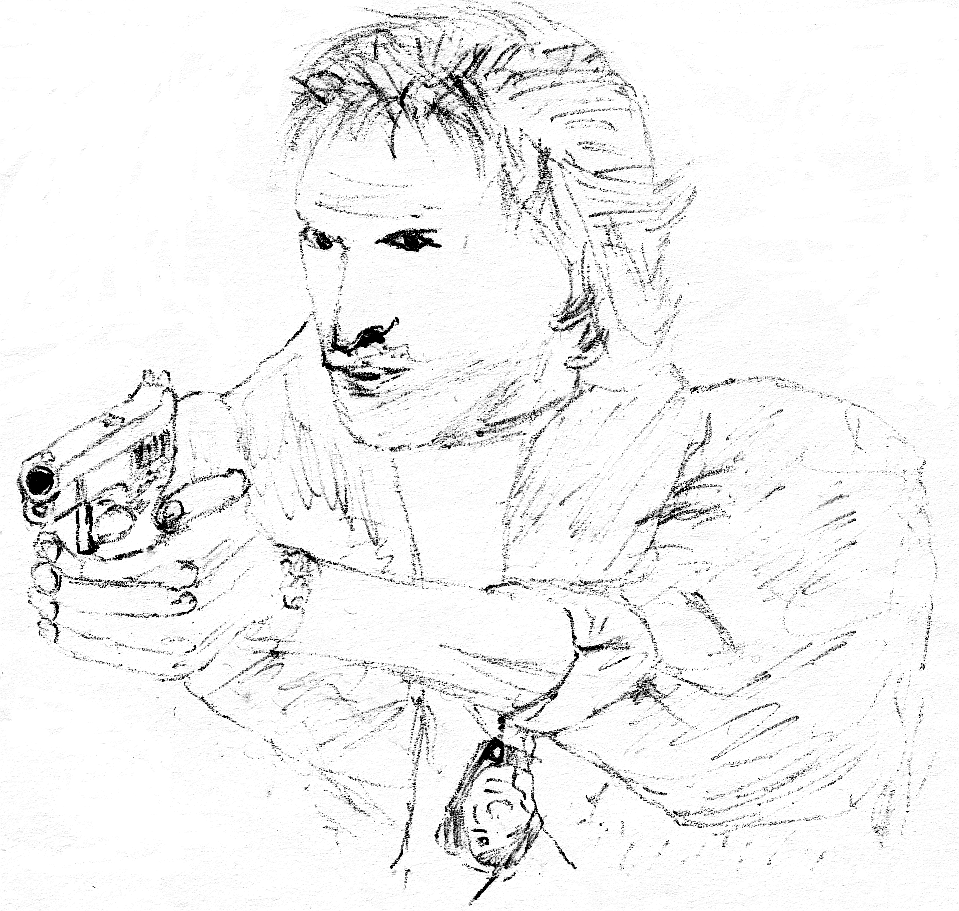
Сонні Крокетт

Поліція Маямі (англ. Miami Vice) — американський кримінальний драматичний телесеріал, створений Ентоні Єрковічем і спродюсований Майклом Манном для мережі NBC. Головні ролі зіграли Дон Джонсон як Джеймс «Сонні» Крокет і Філіп Майкл Томас як Рікардо «Ріко» Табс. Вони грають двох детективів поліції Метро-Дейд, які працюють під прикриттям у Маямі. Серіал тривав п'ять сезонів на NBC з 1984 по 1989 рік. Телеканал USA Network почав транслювати повтори в 1988 році, а також епізод, який раніше ніколи не транслювався, під час синдикації серіалу 25 січня 1990 року.
На відміну від стандартних поліцейських серіалів це шоу значною мірою спиралося на культуру Нової хвилі 1980-х років і відоме завдяки поєднанню сучасної поп- і рок-музики та стильних або стилізованих візуальних зображень. Журнал People стверджує, що Miami Vice було «першим шоу, яке виглядало дійсно по-новому та по-іншому з моменту винаходу кольорового телевізора».
Майкл Манн є режисером фільмової адаптації серіалу, яка вийшла 28 липня 2006 року.

## У головних ролях
| Актори              | Персонажі              | Примітки | Кількість епізодів |
| ------------------- | ---------------------- | --- | ------------------ |
| Дон Джонсон         | Джеймс «Сонні» Крокетт | Детектив під прикриттям департаменту поліції Маямі-Дейд. Був зіркою футбольної збірної університету Флориди, однак дістав перелом гомілки, який поклав край його спортивній кар'єрі. Згодом він був призваний до армії, служив у 1-й кавалерійській дивізії (бронетанкові війська) і спецпризі. | 111 (1984—1990)    |
| Філіпп Майкл Томас  | Рікардо Таббс          | Детектив | 111 (1984—1990)    |
| Сандра Сантьяго     | Джина Калабрес         | Детектив | 111 (1984—1990)    |
| Олівія Браун        | Труді Джоплін          | Детектив | 111 (1984—1990)    |
| Майкл Телботт       | Стен Світек            | Детектив | 110 (1984—1990)    |
| Едвард Джеймс Олмос | Мартін Кастілло        | Лейтенант поліції | 106 (1984—1990)    |
| Джон Діль           | Леррі Зіто             | Детектив | 58 (1984—1988)     |